# Estación Mukōhara
La estación Mukohara (向原停留場 Mukōhara-teiryūjō?) de la línea Toden Arakawa, pertenece al único sistema de tranvías de la empresa estatal Toei, y está ubicada en el barrio especial de Toshima, en la prefectura de Tokio, Japón.

## Otros servicios
- Toei Bus
  - Línea 60: hacía estaciones de Ikebukuro y Ōtsuka; y el Parque Ueno

## Sitios de interés
- Complejo Ikebukuro Sunshine City
- Universidad Teikyo Heisei
- Oficinas de correos de Toshima
- Sede de Tokio, de la Casa de la Moneda (Japan Mint)
- Puente Utsusemi
- Parque Otsukadai